# 342 г. пр.н.е.
342 (триста четиридесет и втора) година преди новата ера (пр.н.е.) е година от доюлианския (Помпилийски) римски календар.

## Събития

### В Антична Македония, Тракия и Гърция
- Аристотел е поканен от Филип II Македонски да стане възпитател на сина му Александър.[1]
- Филип започва последната си кампания в Тракия.[2]
- Между атинските заселници и населението на Кардия избухва насилие и размирици.[2]
- Македонците се намесват в Евбея.[2]
- Александър I става цар на Епир, след като Ариб е изпратен в изгнание.[2]

### В Сицилия
- Тимолеон разширява властта си в Сицилия и провежда офанзива срещу тираните на острова, но постига само частичен успех. Той атакува Леонтини, но след като нападението му е отблъснато насочва усилията си срещу Лептин, тиран на Енгиум и Аполония, побеждава го и като наказание го изпраща на заточение в Пелопонес.[3]
- Поради финансовите си затруднения Тимолеон изпраща част от наемниците си да плячкосат картангенската територия на острова.[3]

### В Римската република
- Консули са Квинт Сервилий Ахала (за III път) и Гай Марций Рутил (за IV път).
- Народният трибун Луций Генуций прокарва три „Генуциеви“ закони чрез плебисцит – първият забранява даването на пари в заем с лихва, вторият забранява едновременното заемане на повече от една магистратска длъжност и заемането на една и съща повторно в рамките на десет години, а третият се отнася за ежегодното заемане на едно от консулките места от плебей, благодарение на което патрициите и плебеите си поделят консулството всяка година без прекъсване в продължение на близо два века.[4][5]

### В Южна Италия
- Спартанския цар Архидам III помага на населението на Тарент в борбата им с луканите и месапите.[6]

## Родени
- Менандър, древногръцки драматург и най-виден представител на новата атическа комедия (умрял 291 г. пр.н.е.)